# Henri Mouillefarine
Henri Louis Désiré Mouillefarine (* 1. August 1910 in Montrouge; † 21. Juli 1994 in Clamart) war ein französischer Radsportler.
1932 startete Henri Mouillefarine bei den Olympischen Spielen in Los Angeles und errang in der Mannschaftsverfolgung auf der Bahn gemeinsam mit Paul Chocque, René Le Grevès und Amédée Fournier die Silbermedaille. Im Straßenrennen belegte er Rang 14 und wurde mit dem französischen Team Fünfter der Mannschaftswertung.
Anschließend wurde Mouillefarine Profi, beendete seine Laufbahn aber schon 1934.